# Oyez
Oyez (/oʊˈjɛz/, /oʊˈjeɪ/, /oʊˈjɛs/; 一般第一音节不重读)是英国和美国法庭进行开庭审理前的开场白所使用的词语，往往会重复两到三遍。欧美的城镇公告员在宣布一些重大的公开告示时也会大声喊出这个词语以引起公众的注意
在18世纪以前的英国，法庭开庭并不要求必须使用英语，而可以使用法律法语。自诺曼征服之后，英国的上流阶层逐渐发展住了盎格鲁-诺曼语。而Oyez就来源于盎格鲁-诺曼语中的oyez。从语源学考察，这个词来源于法语中的 ouïr，意为“倾听”，因此往往在需要公众安静并给予注意的时候使用这词语，类似于中文中的“肃静”或“请安静”。在中世纪英语和法语中，这个词非常常见 。

目前在美国联邦最高法院开庭时，仍然能听到这个词语。每次在开庭前，法院法警长会敲法槌，并大声宣读以下文字 （页面存档备份，存于）:
尊敬的美国联邦最高法院首席大法官及大法官们。Oyez（肃静）! Oyez（肃静）! Oyez（肃静）! 在尊敬的最高法院法庭的所有人，请集合并注意，法官即将入座。上帝保佑美国及尊敬的法庭。
这个词语也被用于以下法院的审理程序中:
- 美国哥伦比亚特区联邦巡回上诉法院
- 美国联邦第二巡回上诉法院
- 美国联邦第三巡回上诉法院
- 美国联邦第七巡回上诉法院
- 美国德克萨斯南区联邦地区法院
- 美国宾夕法尼亚东区联邦地区法院
- 美国弗吉尼亚东区联邦地区法院
- 美国路易斯安那东区联邦地区法院

此外，该词语也被用于弗吉尼亚州、北卡罗来纳州和马里兰州的州法院中。
英国除了法院，这个词，再次重复三次，是由伦敦市的共同呐喊者用于所有城市的公共公告，最明显的是市长和市政厅行政长官选举的公共大厅的开放和关闭。他的其他职责包括在英国皇家交易所的台阶上宣读解散议会的公告。传统上，一份公告从枢密院办公室送到官邸，然后交给普通的传报员，由他当众宣读。